# Musterkolonie
Musterkolonie war eine von Kolonialmächten ausgehende Bezeichnung gegenüber Kolonien, die den Ansprüchen und Erwartungen des Mutterlands in besonderem Maße entsprachen. Es war somit in der Regel keine Selbstzuschreibung der Kolonialisierten, sondern eine Fremdzuschreibung oder Zielsetzung der Kolonialisten, die die Wertmaßstäbe der Einheimischen weitgehend außer Acht ließen.

## Deutsche „Musterkolonien“

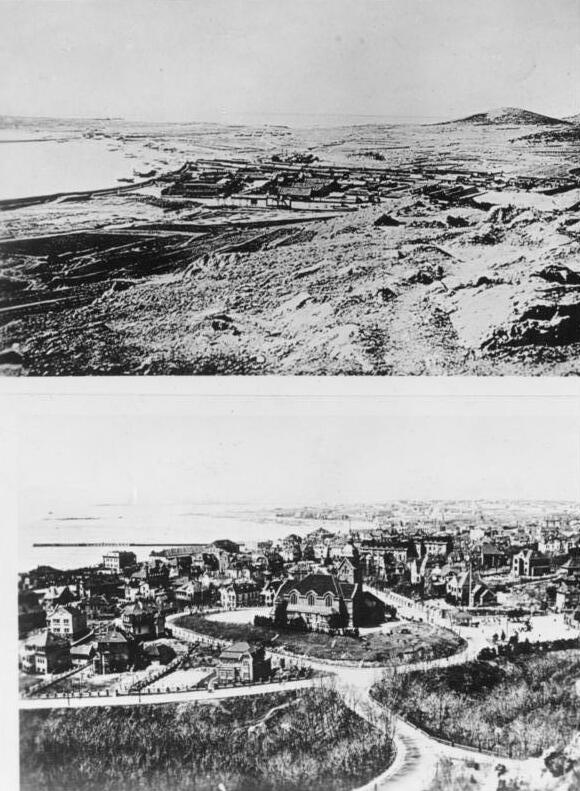
„Tsingtau einst und jetzt“ – Infrastruktur als Zeichen der Musterkolonie

Unter den Kolonien (Schutzgebieten) des Deutschen Kaiserreiches galten drei Gebiete als sogenannte Musterkolonien:
- Deutsch-Samoa
- Kiautschou
- Togo

Als musterhaft wurden unter anderem die vergleichsweise günstigen Handelsbilanzen der Kolonien angesehen. Sie sollten sich möglichst durch eigene Überschüsse selbst tragen, also langfristig ohne Reichszuschüsse auskommen. Samoa und Togo kamen diesem Ziel relativ nahe. Im Gegensatz zu Deutsch-Ostafrika und -Südwestafrika fanden in den Musterkolonien keine größeren antikolonialen Aufstände statt. Außerdem galt der Aufbau einer vertrauten Infrastruktur sowie eines Gesundheitswesens und Kulturlebens als vorbildlich, wie es etwa in dem Europäer-Viertel von Tsingtau (Kiautschou) zum Ausdruck kam.

## Heutige Verwendung
Der Begriff wird heute nur noch selten, zumeist in historischen Kontexten verwendet. Oft wird er in Anführungszeichen gesetzt. 